# Лауреати Державної премії України в галузі науки і техніки (1978)
Державна премія України в галузі науки і техніки — лауреати 1978 року.
На підставі подання Комітету з Державних премій України в галузі науки і техніки Центральний Комітет Компартії України і Рада Міністрів Української РСР видали Постанову № 573 від 19 грудня 1978 р. «Про присудження Державних премій України в галузі науки і техніки 1978 року»

## Лауреати Державної премії України в галузі науки і техніки 1978 року
| Премійована робота | Лауреати                          | Коротко про лауреата |
| --- | --------------------------------- | --- |
| Робота «Патогенез і лікування опіків очей та їх наслідків» | Непомяща Валентина Михайлівна     | кандидат медичних наук, молодший науковий співробітник Одеського науково-дослідного інституту очних хвороб і тканинної терапії імені академіка В. П. Філатова              |
| Робота «Патогенез і лікування опіків очей та їх наслідків» | Шульгіна Ніна Сергіївна           | доктор біологічних наук, керівник лабораторії Одеського науково-дослідного інституту очних хвороб і тканинної терапії імені академіка В. П. Філатова                       |
| Робота «Патогенез і лікування опіків очей та їх наслідків» | Легеза Григорій Васильович        | доктор медичних наук, керівник відділення Одеського науково-дослідного інституту очних хвороб і тканинної терапії імені академіка В. П. Філатова                           |
| Робота «Патогенез і лікування опіків очей та їх наслідків» | Пучковська Надія Олександрівна    | дійсний член Академії медичних наук СРСР, директор Одеського науково-дослідного інституту очних хвороб і тканинної терапії імені академіка В. П. Філатова, керівник роботи |
| Робота «Теоретичні основи і технології промислового виробництва та застосування високоочищених ферментів глюкозооксидази і каталази та освітлення крові як додаткового джерела харчового білка»                                            | Коломієць Дмитро Миронович        | директор Кам'янського спиртового комбінату |
| Робота «Теоретичні основи і технології промислового виробництва та застосування високоочищених ферментів глюкозооксидази і каталази та освітлення крові як додаткового джерела харчового білка»                                            | Годовиченко Георгій Андрійович    | начальник технічного управління Міністерства м'ясної і молочної промисловості УРСР                                                                                         |
| Робота «Теоретичні основи і технології промислового виробництва та застосування високоочищених ферментів глюкозооксидази і каталази та освітлення крові як додаткового джерела харчового білка»                                            | Осадча Інна Федорівна             | кандидат біологічних наук, старший науковий співробітник Українського науково-дослідного інституту м'ясної і молочної промисловості                                        |
| Робота «Теоретичні основи і технології промислового виробництва та застосування високоочищених ферментів глюкозооксидази і каталази та освітлення крові як додаткового джерела харчового білка»                                            | Майструк Павло Миколайович        | кандидат медичних наук, директор Київського науково-дослідного інституту гігієни харчування                                                                                |
| Робота «Теоретичні основи і технології промислового виробництва та застосування високоочищених ферментів глюкозооксидази і каталази та освітлення крові як додаткового джерела харчового білка»                                            | Міцик Володимир Юхимович          | доктор біологічних наук, професор Київського торгово-економічного інституту                                                                                                |
| Робота «Теоретичні основи і технології промислового виробництва та застосування високоочищених ферментів глюкозооксидази і каталази та освітлення крові як додаткового джерела харчового білка»                                            | Рудницький Петро Васильович       | доктор економічних наук, директор Українського науково-дослідного інституту спиртової і лікеро-горілчаної промисловості                                                    |
| Робота «Теоретичні основи і технології промислового виробництва та застосування високоочищених ферментів глюкозооксидази і каталази та освітлення крові як додаткового джерела харчового білка»                                            | Нікольська Олена Олексіївна       | кандидат біологічних наук, старший науковий співробітник Інституту мікробіології та вірусології імені Д. К. Заболотного Академії наук УРСР                                 |
| Робота «Теоретичні основи і технології промислового виробництва та застосування високоочищених ферментів глюкозооксидази і каталази та освітлення крові як додаткового джерела харчового білка»                                            | Білай Віра Йосипівна              | член-кореспондент Академії наук УРСР, завідувачка відділом Інституту мікробіології та вірусології імені Д. К. Заболотного Академії наук УРСР                               |
| Робота «Теоретичні основи і технології промислового виробництва та застосування високоочищених ферментів глюкозооксидази і каталази та освітлення крові як додаткового джерела харчового білка»                                            | Дегтяр Ріта Григорівна            | доктор біологічних наук, старший науковий співробітник Інституту біохімії імені О. В. Палладіна Академії наук УРСР                                                         |
| Робота «Теоретичні основи і технології промислового виробництва та застосування високоочищених ферментів глюкозооксидази і каталази та освітлення крові як додаткового джерела харчового білка»                                            | Гулий Максим Федотович            | академік Академії наук УРСР, завідувач відділом Інституту біохімії імені О. В. Палладіна Академії наук УРСР, керівник роботи                                               |
| Цикл робіт з теорії неідеальних кристалів | Сльозов Віталій Валентинович      | доктор фізико-математичних наук, начальник лабораторії Харківського фізико-технічного інституту Академії наук УРСР                                                         |
| Цикл робіт з теорії неідеальних кристалів | Косевич Арнольд Маркович          | доктор фізико-математичних наук, керівник відділу Фізико-технічного інституту низьких температур Академії наук УРСР                                                        |
| Цикл робіт з теорії неідеальних кристалів | Кривоглаз Михайло Олександрович   | член-кореспондент Академії наук УРСР, завідувач відділом Інституту металофізики Академії наук УРСР                                                                         |
| Цикл робіт з теорії неідеальних кристалів | Смірнов Адріан Анатолійович       | академік Академії наук УРСР, завідувач відділом Інституту металофізики Академії наук УРСР                                                                                  |
| Розробка та впровадження в народне господарство високоефективної проблемно-орієнтованої системи для автоматизації випробувань окладних зразків нової техніки                                                                               | Новохатній Андрій Олександрович   | кандидат технічних наук, генеральний директор Сєвєродонецького науково-виробничого об'єднання «Імпульс» імені ХХУ з'їзду КПРС                                              |
| Розробка та впровадження в народне господарство високоефективної проблемно-орієнтованої системи для автоматизації випробувань окладних зразків нової техніки                                                                               | Заболотний Віктор Іванович        | провідний конструктор Спеціального конструкторського бюро математичних машин і систем Інституту кібернетики Академії наук УРСР                                             |
| Розробка та впровадження в народне господарство високоефективної проблемно-орієнтованої системи для автоматизації випробувань окладних зразків нової техніки                                                                               | Марченко Олег Васильович          | завідувач сектором Спеціального конструкторського бюро математичних машин і систем Інституту кібернетики Академії наук УРСР                                                |
| Розробка та впровадження в народне господарство високоефективної проблемно-орієнтованої системи для автоматизації випробувань окладних зразків нової техніки                                                                               | Рухлядєв Юрій Миколайович         | головний конструктор проекту Спеціального конструкторського бюро математичних машин і систем Інституту кібернетики Академії наук УРСР                                      |
| Розробка та впровадження в народне господарство високоефективної проблемно-орієнтованої системи для автоматизації випробувань окладних зразків нової техніки                                                                               | Сіверський Павло Михайлович       | кандидат технічних наук, завідувач відділом Спеціального конструкторського бюро математичних машин і систем Інституту кібернетики Академії наук УРСР                       |
| Розробка та впровадження в народне господарство високоефективної проблемно-орієнтованої системи для автоматизації випробувань окладних зразків нової техніки                                                                               | Шульга Віктор Гаврилович          | провідний конструктор Київського механічного заводу |
| Розробка та впровадження в народне господарство високоефективної проблемно-орієнтованої системи для автоматизації випробувань окладних зразків нової техніки                                                                               | Манойло Юрій Григорович           | начальник сектора Київського механічного заводу |
| Розробка та впровадження в народне господарство високоефективної проблемно-орієнтованої системи для автоматизації випробувань окладних зразків нової техніки                                                                               | Папченко Олег Михайлович          | кандидат технічних наук, заступник начальника відділу Київського механічного заводу                                                                                        |
| Розробка та впровадження в народне господарство високоефективної проблемно-орієнтованої системи для автоматизації випробувань окладних зразків нової техніки                                                                               | Шаталов Віктор Никанорович        | заступник головного конструктора Київського механічного заводу |
| Розробка та впровадження в народне господарство високоефективної проблемно-орієнтованої системи для автоматизації випробувань окладних зразків нової техніки                                                                               | Смірнов Микола Петрович           | кандидат технічних наук, заступник головного конструктора Київського механічного заводу                                                                                    |
| Енциклопедія кібернетики в двох томах, опублікована в 1973—1974 рр. | Походзіло Петро Васильович        | кандидат технічних наук, заступник директора видавництва «Наукова думка»                                                                                                   |
| Енциклопедія кібернетики в двох томах, опублікована в 1973—1974 рр. | Королюк Володимир Семенович       | академік Академії наук УРСР, заступник директора Інституту математики Академії наук УРСР                                                                                   |
| Енциклопедія кібернетики в двох томах, опублікована в 1973—1974 рр. | Пшеничний Борис Миколайович       | доктор фізико-математичних наук, завідувач відділом Інституту кібернетики Академії наук УРСР                                                                               |
| Енциклопедія кібернетики в двох томах, опублікована в 1973—1974 рр. | Рабинович Зіня Львович            | доктор технічних наук, завідувач відділом Інституту кібернетики Академії наук УРСР                                                                                         |
| Енциклопедія кібернетики в двох томах, опублікована в 1973—1974 рр. | Кунцевич Всеволод Михайлович      | доктор технічних наук, завідувач відділом Інституту кібернетики Академії наук УРСР                                                                                         |
| Енциклопедія кібернетики в двох томах, опублікована в 1973—1974 рр. | Ковалевський Володимир Антонович  | доктор технічних наук, завідувач відділом Інституту кібернетики Академії наук УРСР                                                                                         |
| Енциклопедія кібернетики в двох томах, опублікована в 1973—1974 рр. | Ющенко Катерина Логвинівна        | член-кореспондент Академії наук УРСР, завідувач відділом Інституту кібернетики Академії наук УРСР                                                                          |
| Енциклопедія кібернетики в двох томах, опублікована в 1973—1974 рр. | Коваленко Ігор Миколайович        | академік Академії наук УРСР |
| Енциклопедія кібернетики в двох томах, опублікована в 1973—1974 рр. | Кухтенко Олександр Іванович       | академік Академії наук УРСР |
| Енциклопедія кібернетики в двох томах, опублікована в 1973—1974 рр. | Амосов Микола Михайлович          | академік Академії наук УРСР, член-кореспондент Академії медичних наук СРСР                                                                                                 |
| Робота «Теорія загальних граничних задач для лінійних еліптичних систем» | Лопатинський Ярослав Борисович    | академік Академії наук УРСР, завідувач відділом Інституту прикладної математики і механіки Академії наук УРСР                                                              |
| Підручник «Експлуатація машинно-тракторного парку», опублікований у 1975 році /4-е видання/ | Діденко Микола Кирилович          | доктор технічних наук, завідувач кафедрою Української сільськогосподарської академії                                                                                       |
| Підручник «Металлургия стали», опублікований у 1973 році | Ойкс Григорій Наумович            | доктор технічних наук (посмертно) |
| Підручник «Металлургия стали», опублікований у 1973 році | Левін Семен Лазарович             | доктор технічних наук (посмертно) |
| Підручник «Металлургия стали», опублікований у 1973 році | Умрихін Петро Васильович          | доктор технічних наук, колишній викладач Уральського політехнічного інституту імені С. М. Кірова                                                                           |
| Підручник «Металлургия стали», опублікований у 1973 році | Черненко Михайло Авксентійович    | доцент, начальник відділу Державного союзного інституту по проектуванню агрегатів сталеплавильного і прокатного виробництва для чорної металургії «Стальпроект»            |
| Підручник «Металлургия стали», опублікований у 1973 році | Поволоцький Давид Якович          | доктор технічних наук, завідувач кафедри Челябінського політехнічного інституту імені Ленінського комсомолу                                                                |
| Підручник «Металлургия стали», опублікований у 1973 році | Меджибожський Мирон Якович        | доктор технічних наук, професор Ждановського металургійного інституту |
| Підручник «Металлургия стали», опублікований у 1973 році | Баптизманський Вадим Іполитович   | доктор технічних наук, завідувач кафедри Дніпропетровського металургійного інституту                                                                                       |
| Підручник «Металлургия стали», опублікований у 1973 році | Абросимов Євгеній Васильович      | кандидат технічних наук, професор Московського інституту сталі і сплавів                                                                                                   |
| Підручник «Металлургия стали», опублікований у 1973 році | Явойський Володимир Іванович      | доктор технічних наук, завідувач кафедри Московського інституту сталі і сплавів                                                                                            |
| Розробка та впровадження ефективної технології виготовлення валків холодної прокатки та підвищення їх експлуатаційної надійності і довговічності                                                                                           | Дунаєвський Володимир Ізрайльович | кандидат технічних наук, директор філіалу Всесоюзного науково-дослідного і проектно-конструкторського інституту металургійного машинобудування                             |
| Розробка та впровадження ефективної технології виготовлення валків холодної прокатки та підвищення їх експлуатаційної надійності і довговічності                                                                                           | Бут Микола Олександрович          | старший майстер Донецького металургійного заводу імені В. І. Леніна |
| Розробка та впровадження ефективної технології виготовлення валків холодної прокатки та підвищення їх експлуатаційної надійності і довговічності                                                                                           | Єфіменко Сергій Петрович          | кандидат технічних наук, директор Донецького металургійного заводу імені В. І. Леніна                                                                                      |
| Розробка та впровадження ефективної технології виготовлення валків холодної прокатки та підвищення їх експлуатаційної надійності і довговічності                                                                                           | Масол Віталій Андрійович          | кандидат технічних наук, перший заступник Голови Держплану УРСР |
| Розробка та впровадження ефективної технології виготовлення валків холодної прокатки та підвищення їх експлуатаційної надійності і довговічності                                                                                           | Тилкін Михайло Аркадійович        | доктор технічних наук, професор Московського інженерно-будівельного інституту імені В. В. Куйбишева                                                                        |
| Розробка та впровадження ефективної технології виготовлення валків холодної прокатки та підвищення їх експлуатаційної надійності і довговічності                                                                                           | Ніколаєв Володимир Олексійович    | кандидат технічних наук, керівник сектора Московського інституту сталі і сплавів                                                                                           |
| Розробка та впровадження ефективної технології виготовлення валків холодної прокатки та підвищення їх експлуатаційної надійності і довговічності                                                                                           | Полухін Володимир Петрович        | доктор технічних наук, керівник лабораторії Московського інституту сталі і сплавів                                                                                         |
| Розробка та впровадження ефективної технології виготовлення валків холодної прокатки та підвищення їх експлуатаційної надійності і довговічності                                                                                           | Камалов Володимир Зіновійович     | заступник начальника центральної заводської лабораторії виробничого об'єднання «Новокраматорський машинобудівний завод» імені В. І. Леніна                                 |
| Розробка та впровадження ефективної технології виготовлення валків холодної прокатки та підвищення їх експлуатаційної надійності і довговічності                                                                                           | Бєлкін Михайло Якович             | кандидат технічних наук, завідувач кафедри Краматорського індустріального інституту                                                                                        |
| Розробка та впровадження ефективної технології виготовлення валків холодної прокатки та підвищення їх експлуатаційної надійності і довговічності                                                                                           | Шульман Петро Танхомович          | кандидат технічних наук, завідувач лабораторії Інституту надтвердих матеріалів Академії наук УРСР                                                                          |
| Розробка та організація серійного випуску ряду уніфікованих бортових метеонавігаційних радіолокаторів «Гроза», оснащення ними цивільних літаків всіх типів і класів, організація їх експлуатації на території СРСР та в зарубіжних країнах | Івашкевич Володимир Фадейович     | начальник відділу підприємства п/с М-5050 |
| Розробка та організація серійного випуску ряду уніфікованих бортових метеонавігаційних радіолокаторів «Гроза», оснащення ними цивільних літаків всіх типів і класів, організація їх експлуатації на території СРСР та в зарубіжних країнах | Воскресенський Валерій Павлович   | начальник відділу підприємства п/с А-7162 |
| Розробка та організація серійного випуску ряду уніфікованих бортових метеонавігаційних радіолокаторів «Гроза», оснащення ними цивільних літаків всіх типів і класів, організація їх експлуатації на території СРСР та в зарубіжних країнах | Смірнов Борис Олександрович       | начальник відділу підприємства п/с А-7162 |
| Розробка та організація серійного випуску ряду уніфікованих бортових метеонавігаційних радіолокаторів «Гроза», оснащення ними цивільних літаків всіх типів і класів, організація їх експлуатації на території СРСР та в зарубіжних країнах | Іванов Петро Олександрович        | заступник начальника головного управління Міністерства цивільної авіації                                                                                                   |
| Розробка та організація серійного випуску ряду уніфікованих бортових метеонавігаційних радіолокаторів «Гроза», оснащення ними цивільних літаків всіх типів і класів, організація їх експлуатації на території СРСР та в зарубіжних країнах | Кулаков Олександр Петрович        | головний інженер підприємства п/с А-3158 |
| Розробка та організація серійного випуску ряду уніфікованих бортових метеонавігаційних радіолокаторів «Гроза», оснащення ними цивільних літаків всіх типів і класів, організація їх експлуатації на території СРСР та в зарубіжних країнах | Михальчук Валентин Федорович      | головний інженер підприємства п/с М-5546 |
| Розробка та організація серійного випуску ряду уніфікованих бортових метеонавігаційних радіолокаторів «Гроза», оснащення ними цивільних літаків всіх типів і класів, організація їх експлуатації на території СРСР та в зарубіжних країнах | Лазаренко Георгій Данилович       | кандидат технічних наук, начальник особливого конструкторського бюро підприємства п/с М-5546                                                                               |
| Розробка та організація серійного випуску ряду уніфікованих бортових метеонавігаційних радіолокаторів «Гроза», оснащення ними цивільних літаків всіх типів і класів, організація їх експлуатації на території СРСР та в зарубіжних країнах | Пензєв Василь Стефанович          | начальник цеху підприємства п/с М-5546 |
| Розробка та організація серійного випуску ряду уніфікованих бортових метеонавігаційних радіолокаторів «Гроза», оснащення ними цивільних літаків всіх типів і класів, організація їх експлуатації на території СРСР та в зарубіжних країнах | Бєлкін Володимир Володимирович    | начальник конструкторського бюро підприємства п/с М-5546 |
| Розробка та організація серійного випуску ряду уніфікованих бортових метеонавігаційних радіолокаторів «Гроза», оснащення ними цивільних літаків всіх типів і класів, організація їх експлуатації на території СРСР та в зарубіжних країнах | Воропаєв Сергій Никифорович       | регулювальник радіоапаратури підприємства п/с М-5546 |
| Створення і впровадження нової ефективної техніки, високопродуктивних технологічних процесів, освоєння нових серій великопанельних будинків                                                                                                | Алфьоров Вячеслав Павлович        | слюсар-наладчик Харківського домобудівного комбінату № 1 |
| Створення і впровадження нової ефективної техніки, високопродуктивних технологічних процесів, освоєння нових серій великопанельних будинків                                                                                                | Марченко Олександр Ігнатович      | бригадир монтажників Харківського домобудівного комбінату № 1 |
| Створення і впровадження нової ефективної техніки, високопродуктивних технологічних процесів, освоєння нових серій великопанельних будинків                                                                                                | Юдін Олександр Іванович           | начальник Харківського домобудівного комбінату № 1 |
| Створення і впровадження нової ефективної техніки, високопродуктивних технологічних процесів, освоєння нових серій великопанельних будинків                                                                                                | Вільк Михайло Людвигович          | заступник начальника Харківського домобудівного комбінату № 1 |
| Створення і впровадження нової ефективної техніки, високопродуктивних технологічних процесів, освоєння нових серій великопанельних будинків                                                                                                | Хоменко Сергій Тимофійович        | головний інженер харківського проектного інституту по плануванні та забудові міста «Харківпроект»                                                                          |
| Створення і впровадження нової ефективної техніки, високопродуктивних технологічних процесів, освоєння нових серій великопанельних будинків                                                                                                | Бірюков Анатолій Іванович         | кандидат технічних наук, професор, завідувач кафедри Харківського інституту інженерів залізничного транспорту імені С. М. Кірова                                           |
| Створення і впровадження нової ефективної техніки, високопродуктивних технологічних процесів, освоєння нових серій великопанельних будинків                                                                                                | Воробйов Юрій Лазарович           | кандидат технічних наук, завідувач кафедри Харківського інституту інженерів комунального будівництва                                                                       |
| Створення і впровадження нової ефективної техніки, високопродуктивних технологічних процесів, освоєння нових серій великопанельних будинків                                                                                                | Гаєвий Олександр Федорович        | кандидат технічних наук, головний інженер комбінату «Харківжитлобуд» |
| Створення і впровадження нової ефективної техніки, високопродуктивних технологічних процесів, освоєння нових серій великопанельних будинків                                                                                                | Ананьєв Володимир Іванович        | заступник Голови Держплану УРСР |
| Створення і впровадження нової ефективної техніки, високопродуктивних технологічних процесів, освоєння нових серій великопанельних будинків                                                                                                | Гуровий Андрій Андрійович         | начальник комбінату «Харківжитлобуд» |
| Розробка теорії, принципів побудови і впровадження в серійне виробництво магнітовимірювальної апаратури з гальваномагнітними перетворювачами                                                                                               | Февральова Ніна Євгеніївна        | кандидат технічних наук, старший науковий співробітник Інституту електродинаміки Академії наук УРСР                                                                        |
| Розробка теорії, принципів побудови і впровадження в серійне виробництво магнітовимірювальної апаратури з гальваномагнітними перетворювачами                                                                                               | Брайко Вольдмир Васильович        | кандидат технічних наук, старший науковий співробітник Інституту електродинаміки Академії наук УРСР                                                                        |
| Розробка теорії, принципів побудови і впровадження в серійне виробництво магнітовимірювальної апаратури з гальваномагнітними перетворювачами                                                                                               | Андрієвський Євген Олександрович  | кандидат технічних наук, завідувач лабораторії Інституту електродинаміки Академії наук УРСР                                                                                |
| Розробка теорії, принципів побудови і впровадження в серійне виробництво магнітовимірювальної апаратури з гальваномагнітними перетворювачами                                                                                               | Таранов Сергій Глібович           | доктор технічних наук, завідувач відділу Інституту електродинаміки Академії наук УРСР                                                                                      |
| Розробка теорії, принципів побудови і впровадження в серійне виробництво магнітовимірювальної апаратури з гальваномагнітними перетворювачами                                                                                               | Нестеренко Анатолій Дмитрович     | член-кореспондент Академії наук УРСР |
| Розробка теорії, принципів побудови і впровадження в серійне виробництво магнітовимірювальної апаратури з гальваномагнітними перетворювачами                                                                                               | Беккер Володимир В'ячеславович    | конструктор житомирського заводу «Електровимірювач» імені 50-річчя СРСР |
| Розробка теорії, принципів побудови і впровадження в серійне виробництво магнітовимірювальної апаратури з гальваномагнітними перетворювачами                                                                                               | Хомяков Григорій Давидович        | начальник лабораторії житомирського заводу «Електровимірювач» імені 50-річчя СРСР                                                                                          |
| Розробка теорії, принципів побудови і впровадження в серійне виробництво магнітовимірювальної апаратури з гальваномагнітними перетворювачами                                                                                               | Андреєв Валентин Миколайович      | начальник цеху житомирського заводу «Електровимірювач» імені 50-річчя СРСР                                                                                                 |
| Розробка теорії, принципів побудови і впровадження в серійне виробництво магнітовимірювальної апаратури з гальваномагнітними перетворювачами                                                                                               | Грінберг Ісаак Павлович           | кандидат технічних наук, головний конструктор житомирського заводу «Електровимірювач» імені 50-річчя СРСР                                                                  |
| Розробка теорії, принципів побудови і впровадження в серійне виробництво магнітовимірювальної апаратури з гальваномагнітними перетворювачами                                                                                               | Ковальчук Дмитро Васильович       | кандидат технічних наук, головний інженер Всесоюзного промислового об'єднання по виробництву електровимірювальних приладів «Союзелектроприлад»                             |
| Розробка та освоєння серійного виробництва удосконалених тракторів ЮМЗ-6 | Клюєв Володимир Олександрович     | головний конструктор по дизелях підприємства п/с В-8683 |
| Розробка та освоєння серійного виробництва удосконалених тракторів ЮМЗ-6 | Полішко Олександр Васильович      | водій-випробувач конструкторського бюро по трактору КБ «Южное» |
| Розробка та освоєння серійного виробництва удосконалених тракторів ЮМЗ-6 | Анікеєв Олександр Антонович       | заступник головного конструктора конструкторського бюро по трактору КБ «Южное»                                                                                             |
| Розробка та освоєння серійного виробництва удосконалених тракторів ЮМЗ-6 | Коваль Степан Омелянович          | головний конструктор конструкторського бюро по трактору КБ «Южное» |
| Розробка та освоєння серійного виробництва удосконалених тракторів ЮМЗ-6 | Бріжан Володимир Федотович        | майстер підприємства п/с Г-4311 |
| Розробка та освоєння серійного виробництва удосконалених тракторів ЮМЗ-6 | Чуб Іван Сергійович               | начальник цеху підприємства п/с Г-4311 |
| Розробка та освоєння серійного виробництва удосконалених тракторів ЮМЗ-6 | Вест Самуїл Зельманович           | заступник начальника відділу підприємства п/с Г-4311 |
| Розробка та освоєння серійного виробництва удосконалених тракторів ЮМЗ-6 | Говорун Прокоп Прохорович         | начальник цеху підприємства п/с Г-4311 |
| Розробка та освоєння серійного виробництва удосконалених тракторів ЮМЗ-6 | Головко Веніамін Костянтинович    | начальник виробництва підприємства п/с Г-4311 |
| Розробка та освоєння серійного виробництва удосконалених тракторів ЮМЗ-6 | Ткаченко Олег Дмитрович           | заступник головного інженера підприємства п/с Г-4311 |
| Створення і промислове впровадження принципово нового способу одержання литих заготовок з властивостями поковок (електрошлакове лиття) | Ковальов Віктор Олександрович     | заступник головного інженера виробничого об'єднання «Іжорський завод» імені А. О. Жданова                                                                                  |
| Створення і промислове впровадження принципово нового способу одержання литих заготовок з властивостями поковок (електрошлакове лиття) | Попов Лев Васильович              | головний інженер виробничого об'єднання «Брянський машинобудівний завод»                                                                                                   |
| Створення і промислове впровадження принципово нового способу одержання литих заготовок з властивостями поковок (електрошлакове лиття) | Ізвєков Віталій Олексійович       | генеральний директор київського виробничого об'єднання полімерного машинобудування «Більшовик»                                                                             |
| Створення і промислове впровадження принципово нового способу одержання литих заготовок з властивостями поковок (електрошлакове лиття) | Карпов Володимир Федорович        | генеральний директор виробничого об'єднання «Ждановважмаш» |
| Створення і промислове впровадження принципово нового способу одержання литих заготовок з властивостями поковок (електрошлакове лиття) | Рабінович Вольф Іудович           | кандидат технічних наук, завідувач відділення науково-виробничого об'єднання по технології машинобудування «ЦНДІТМАШ»                                                      |
| Створення і промислове впровадження принципово нового способу одержання литих заготовок з властивостями поковок (електрошлакове лиття) | Федоровський Борис Борисович      | керівник групи, працівник Інституту електрозварювання імені Є. О. Патона Академії наук УРСР                                                                                |
| Створення і промислове впровадження принципово нового способу одержання литих заготовок з властивостями поковок (електрошлакове лиття) | Саєнко Володимир Якович           | кандидат технічних наук, старший науковий співробітник Інституту електрозварювання імені Є. О. Патона Академії наук УРСР                                                   |
| Створення і промислове впровадження принципово нового способу одержання литих заготовок з властивостями поковок (електрошлакове лиття) | Кумиш Ілля Йосипович              | кандидат технічних наук, завідувач сектора Інституту електрозварювання імені Є. О. Патона Академії наук УРСР                                                               |
| Створення і промислове впровадження принципово нового способу одержання литих заготовок з властивостями поковок (електрошлакове лиття) | Бойко Георгій Олександрович       | кандидат технічних наук, керівник лабораторії Інституту електрозварювання імені Є. О. Патона Академії наук УРСР                                                            |
| Створення і промислове впровадження принципово нового способу одержання литих заготовок з властивостями поковок (електрошлакове лиття) | Медовар Борис Ізраїльович         | академік Академії наук УРСР, керівник відділу Інституту електрозварювання імені Є. О. Патона Академії наук УРСР, керівник роботи                                           |
| Комплексне дослідження фізіології органа слуху і вестибулярного апарата, розробку та впровадження в медичну практику методів і засобів діагностики та реабілітації функцій слухової системи людини                                         | Семко Антон Хомич                 | голова Центрального правління Українського товариства глухих |
| Комплексне дослідження фізіології органа слуху і вестибулярного апарата, розробку та впровадження в медичну практику методів і засобів діагностики та реабілітації функцій слухової системи людини                                         | Самофалов Костянтин Григорович    | доктор технічних наук, завідувач кафедри Київського політехнічного інституту імені 50-річчя Великої Жовтневої соціалістичної революції                                     |
| Комплексне дослідження фізіології органа слуху і вестибулярного апарата, розробку та впровадження в медичну практику методів і засобів діагностики та реабілітації функцій слухової системи людини                                         | Мороз Борис Семенович             | керівник групи, працівник Київського науково-дослідного інституту отоларингології                                                                                          |
| Комплексне дослідження фізіології органа слуху і вестибулярного апарата, розробку та впровадження в медичну практику методів і засобів діагностики та реабілітації функцій слухової системи людини                                         | Марчук Ігор Володимирович         | головний інженер Київського науково-дослідного інституту отоларингології                                                                                                   |
| Комплексне дослідження фізіології органа слуху і вестибулярного апарата, розробку та впровадження в медичну практику методів і засобів діагностики та реабілітації функцій слухової системи людини                                         | Цісаренко Олександр Миколайович   | старший науковий співробітник Київського науково-дослідного інституту отоларингології                                                                                      |
| Комплексне дослідження фізіології органа слуху і вестибулярного апарата, розробку та впровадження в медичну практику методів і засобів діагностики та реабілітації функцій слухової системи людини                                         | Ліфанов Віктор Леонідович         | кандидат медичних наук, старший науковий співробітник Київського науково-дослідного інституту отоларингології                                                              |
| Комплексне дослідження фізіології органа слуху і вестибулярного апарата, розробку та впровадження в медичну практику методів і засобів діагностики та реабілітації функцій слухової системи людини                                         | Бакай Едуард Аполлінарійович      | кандидат медичних наук, старший науковий співробітник Київського науково-дослідного інституту отоларингології                                                              |
| Комплексне дослідження фізіології органа слуху і вестибулярного апарата, розробку та впровадження в медичну практику методів і засобів діагностики та реабілітації функцій слухової системи людини                                         | Базаров Володимир Григорович      | доктор медичних наук, керівник лабораторії, старший науковий співробітник Київського науково-дослідного інституту отоларингології                                          |
| Комплексне дослідження фізіології органа слуху і вестибулярного апарата, розробку та впровадження в медичну практику методів і засобів діагностики та реабілітації функцій слухової системи людини                                         | Гюллінг Едуард Вальтерович        | доктор медичних наук, заступник директора Київського науково-дослідного інституту отоларингології                                                                          |
| Комплексне дослідження фізіології органа слуху і вестибулярного апарата, розробку та впровадження в медичну практику методів і засобів діагностики та реабілітації функцій слухової системи людини                                         | Сєрков Пилип Миколайович          | академік Академії наук УРСР, заступник директора Інституту фізіології імені О. О. Богомольця Академії наук УРСР                                                            |